# Concierto para violín n.º 2 (Prokófiev)

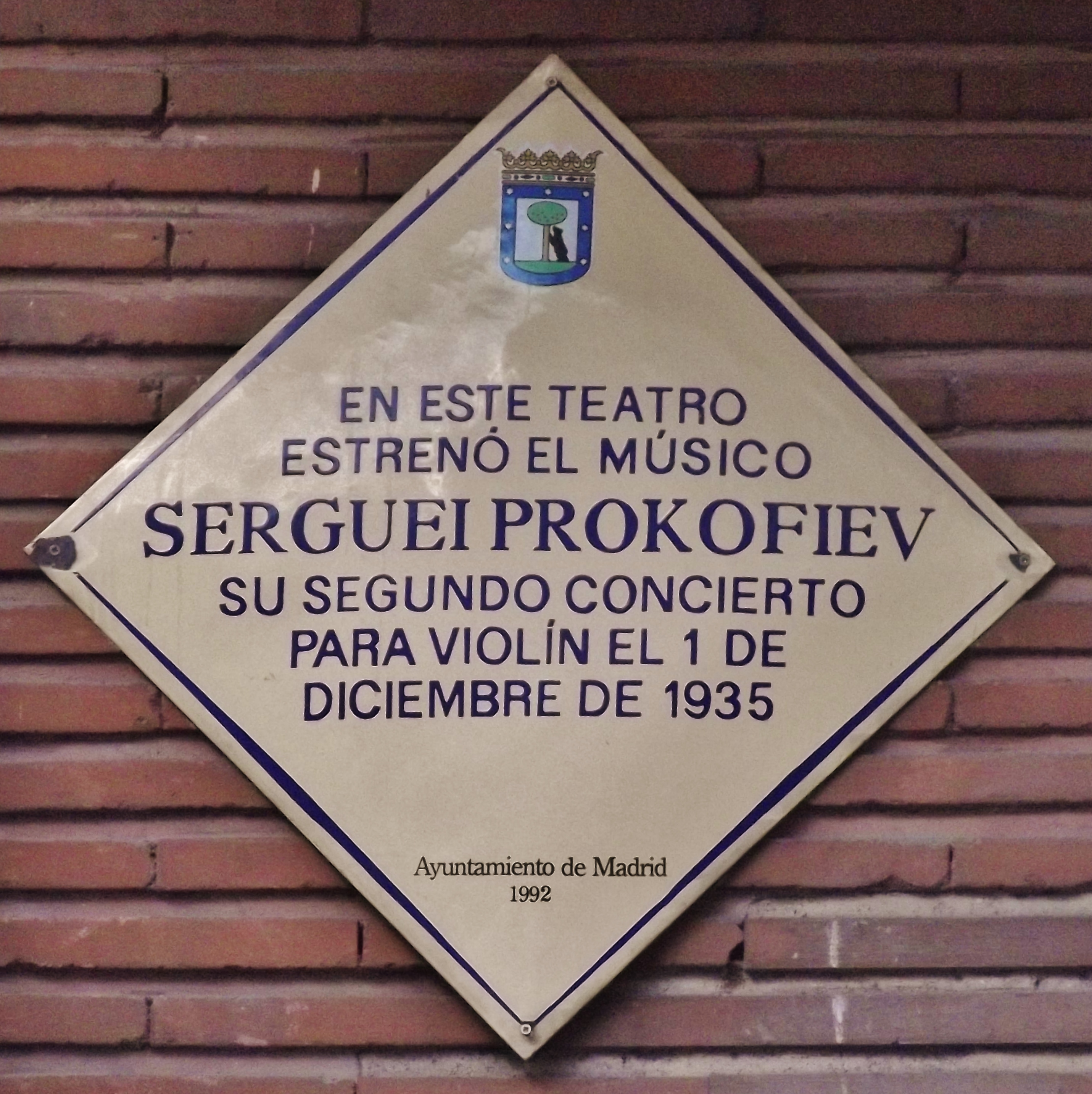
Placa conmemorativa colocada en el Teatro Monumental de Madrid.

El Concierto para violín n.º 2 en Sol menor, Op. 63 fue escrito en 1935 por Serguéi Prokófiev. Es una obra en tres movimientos:
I Allegro moderato
II Andante assai
III Allegro, ben marcato
Fue estrenado el 1 de diciembre de 1935 en Madrid por el violinista Robert Soetens y la Orquesta Sinfónica de Madrid dirigida por Enrique Fernández Arbós.
Prokófiev lo escribió tras satisfacerle la interpretación de su Sonata para dos violines por Soetens y Samuel Dushkin. Stravinski acababa de decicarle un concierto a Dushkin, así que Prokófiev hizo lo mismo para Soetens. Mientras componía el concierto, Prokófiev estaba en tour con Soetens y más tarde escribió: «la variedad de lugares en las que escribí este Concierto muestra el estilo de vida nómada-tour de conciertos que llevaba entonces. El tema principal del primer movimiento lo escribí en París, el primer tema del segundo movimiento en Vorónezh, la orquestación la terminé en Bakú y el estreno fue en Madrid.»
Prokófiev encara la obra justo en un momento difícil: por un lado estarán el intervencionismo y la censura del Comité Zhdánov, por otro la primacía otorgada a Shostakóvich y la línea que su criterio impondrá y para completar, en su condición de intérprete de piano, la preponderancia que marcarán la generación ascendente de los Gilels o Richter.